# Четыре правильных усилия
Четыре правильных усилия (также известные как четыре великих усилия или четыре правильных устремления) (пали sammappadhāna, IAST: samyak-pradhāna или IAST: samyakprahāṇa) являются неотъемлемой частью буддийского пути к просветлению. Они базируются на проницательном осознании процесса возникновения и невозникновения различных психических/умственных качеств и нашей способности сознательно влиять на них. Четыре правильных усилия служат мотивом отказаться от неблаготворных и взращивать благотворные качества ума.
Четыре правильных усилия связаны с одним из фактором Благородного восьмеричного пути (правильные усилия, самма-ваяма) и одной из пяти духовных способностей/качеств (энергичность/усердие, вирья) и являются одним из семи наборов бодхипаккхиядхаммы, состояний, связанных с бодхи.

## В палийской литературе
Упоминания о Четырёх правильных усилиях можно найти в Виная-питаке, Сутта-питаке, Абхидхамма-питаке и палийских комментариях. Кроме того, в литературе встречается схожее понятие «четыре усилия». Две эти концепции представлены ниже.

### Четыре правильных усилия
Четыре правильных действия (пали cattārimāni sammappadhānāni) определяются следующей традиционной формулой:
И что такое, монахи, правильное усилие? Вот, монахи, монах порождает желание к не-возникновению невозникших плохих, неблагих состояний [ума]. Он прилагает усилие, порождает усердие, направляет на это ум, старается.
Он порождает желание к отказу от/отбрасыванию возникших плохих, неблагих состояний...
Он порождает желание к возникновению невозникших благих состояний...
Он порождает желание к поддержанию возникших благих состояний, к их не-угасанию, увеличению, разрастанию, осуществлению посредством развития. Он прилагает усилие, порождает усердие, направляет на это ум, старается. Это называется правильным усилием.
Считается, что Будда дал эту формулировку в ответ на следующие вопросы:
- «Что такое правильное усилие?» (Вибханга сутта СН 45.8[2]  в контексте Благородного восьмеричного пути);
- «Что такое качество усердия?» (Индрия вибханга сутта СН 48.10[3],  в контексте пяти духовных способностей/качеств);
- «Каковы четыре правильных стремления?» (Пачинанинна сутта СН 49.1[4] и так далее).

Эта формулировка также является частью обширного объяснения, которое один из главных учеников Будды Шарипутра дал, отвечая на вопрос: «Что это за Дхамма, хорошо провозглашенная Владыкой [Буддой]?» (Сангити сутта ДН 33).  Кроме того, в разделе Ангуттара-никаи «О щелчке пальцами»  (АН 1.XVIII) Будда заявил, что если монах, предприняв одно из четырёх правильных усилий, пребывает в дхьяне лишь на мгновение, достаточное, чтобы щёлкнуть пальцами, то он поступает в соответствии с учением Учителя и не напрасно питается подаянием с округи».
Похожая двухчастная формулировка была дана Буддой в Патхама вибханга сутте СН 48.9, опять же в контексте Пяти духовных качеств:
И что такое качество усердия? Вот монахи, ученик Благородных поддерживает усердие к оставлению неблагих состояний [ума] и взращиванию благих состояний. Он упорен, устойчив в своих стараниях, не оставляет своих обязанностей по отношению к [развитию] благих состояний. Это называется качеством усердия.
Что такое «неумелые» или «неблаготворные/неблагие» (акусала) и «умелые» или «благотворные/благие» (кусала) качества рассматривается в Абхидхамма-питаке и постканонических палийских комментариях на пали. В целом, неумелые состояния — это три омрачения/загрязнения сознания: жадность (лобха), ненависть (доса) и заблуждение (моха). В трактате Буддхагхоши «Висуддхимага» к ним также отнесены10 оков, клеши, пять препятствий и цепляние. В Саммадиттхи и сутте МН 9 Шарипутра перечисляет следующие виды неблагого: убийство живых существ, взятие того, что не дано, неблагое поведение в чувственных удовольствиях, ложь, злонамеренная речь, грубая речь, пустословие, алчность, недоброжелательность и неправильные воззрения. Неблагому противопоставлены умелые/благие качества: отсутствие жадности (алобха), отсутствие ненависти (адоса) и отсутствие заблуждения (амоха).

### Четыре усилия
Во Палийском каноне проводится различие между четырьмя «усилиями» (пали padhāna) и четырьмя «правильными усилиями» (пали sammappadhāna). Хотя эти понятия похожи, в канонических суттах они постоянно определяются по-разному, даже в рамках одного текста. Например,  в Сангити сутте ДН 33 при перечислении четырёх вещей, великолепно провозглашённых Буддой, Шарипутра подробно разъясняет Четыре правильных усилия как  второй набор, а Четыре усилия, как десятый набор из четвёртой. Также эта тема разъяснена в Падхана сутте АН 4.13 и Санвара сутте АН 4.14.
Согласно палийскому канону четыре усилия (пали cattārimāni padhānāni) это:
1. пали saṃvara padhāna — старание посредством воздержанности/обуздание чувств;
2. пали pahāna padhāna — старание посредством оставления/отказ от загрязнений;
3. пали bhāvanā padhāna — старание посредством развития/культивирование Факторов просветления .
4. пали anurakkhaṇā padhāna — старание посредством охранения/сохранение сосредоточения (например, медитация на кладбище)[13].